# Hestur

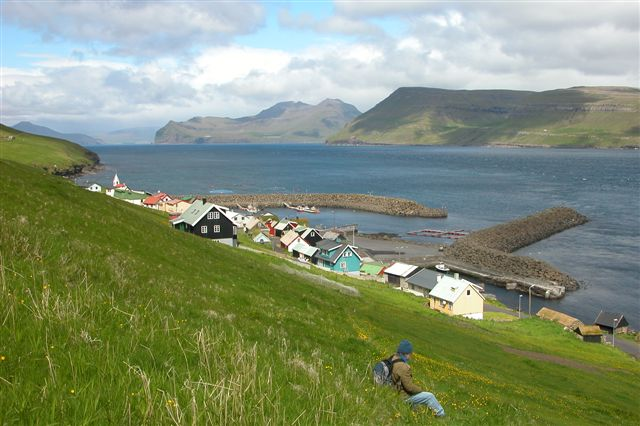
Hestur

Hestur (Cavall en feroès) o Hestoy (Illa de(l) cavall) és una illa del centre l'arxipèlag de les Fèroe. La colonització de l'illa l'iniciaren els vikings. Hom n'ha trobat restes arqueològiques a Hælur, la punta de l'illa, on actualment hi ha un far.

## Geografia física
Hestur està situada al sud de l'illa de Streymoy (concretament al sud-oest del poble de Kirkjubøur), al sud-est de la veïna illa de Koltur i al nord de Sandoy. Sa forma és allargada i recorda lleugerament la d'un cavall, raó per la qual té el nom que té. Amb 5,9 km² és la quarta illa més petita de l'arxipèlag.
Té quatre muntanyes: Nakkur (296 m), Múlin (421 m), Eggjarrók (421 m) i Álvastakkur (125 m) (una punta a la costa oest). Al sud de l'illa hi ha una plana amb quatre petits llacs, el més gran dels quals s'anomena Fagradalsvatn.

## Poblament humà
Només té un poble que s'anomena també Hestur (19 habitants el 2021). Està situat a la costa oriental (61° 57′ 27″ N 6° 53′ 13″ W) davant de Gamlarætt i Velbastaður (a Streymoy). L'illa, com molts altres llocs de les Fèroe, experimenta el fenomen de l'emigració, amb part dels seus ex-pobladors preferint de viure a poblacions més grosses. Malgrat que les condicions de l'illa no són massa propícies per a la pesca (hom cultiva cereals al sud de l'illa), un accident en un vaixell pesquer matà un terç dels homes de l'illa el 1919.
El 1974 fou construïda una piscina en un intent de lluitar contra el despoblament de l'illa.
El codi postal de l'illa és FO 280. Des del 2005 pertany administrativamet al municipi de Tórshavnar.
Hestur forma part del grup d'illes anomenades Útoyggjar (illes exteriors o perifèriques en feroès), que tenen en comú la mala comunicació amb la resta d'illes i escassa població.